# Dotekománie
Dotekománie je český online server zaměřený na zpravodajství, recenze a komentáře ze světa mobilních technologií. Redakci tvoří deset osob v čele s šéfredaktorem Přemyslem Vaculíkem. Z menší části je obsah věnován i dalším moderním zařízením, jako jsou například nositelné chytré hodinky a náramky, příslušenství v podobě sluchátek, VR headsety, notebooky či počítače. Vznikla jako blog založený v roce 2010 Romanem Taliano v rámci portálu MobilMania, kde fungovala do roku 2012. Následně se oddělila a funguje jako samostatný web. Dotekománie kromě článků nabízí i podcast Pod Zlatou lampou, jako jediné médium zaměřené na mobilní technologie má vlastní newsletter a od roku 2023 i eshop s doplňky k telefonům, který však v roce 2024 skončil.
V roce 2023 měla kolem miliónu návštěvníků měsíčně, převážně z Česka a Slovenska.

## Činnost a podporované projekty
Šéfredaktor Přemysl Vaculík poskytuje rozhovory a informace s technickým zaměřením z oblasti mobilních telefonů pro média komerční i veřejnoprávní služby. V roce 2022 přišla Dotekománie jako první s informací o podvodných praktikách O2 a jejich služeb mPlatba. Portál měl i vlastní aplikaci pro Android, v roce 2023 její podporu ukončil, poskytoval ji však nejdéle ze všech konkurenčních projektů. O aplikaci pro iOS vznikla diplomová práce.
Dotekomanie byla partnerem konference Mobile Internet Forum, od roku 2012 vývojářské konference DevFest a podporuje komunitu GUG Česko (Google User Group).